# شهرستان اوبورنگکی
شهرستان اوبورنگکی (به لهستانی: Powiat Oborniki) یک شهرستان در لهستان است که در استان لهستان بزرگ‌تر واقع شده‌است. شهرستان اوبورنگکی ۷۱۲٫۶۵ کیلومتر مربع مساحت و ۵۵٬۹۷۶ نفر جمعیت دارد.